# Brinsworth
Brinsworth – wieś w Anglii, w hrabstwie ceremonialnym South Yorkshire, w dystrykcie metropolitalnym Rotherham. Leży 7 km na wschód od miasta Sheffield i 227 km na północ od Londynu. W 2001 miejscowość liczyła 8950 mieszkańców.